# Boalang Airport
Boalang Airport är en flygplats i Indonesien.   Den ligger i provinsen Sulawesi Tengah, i den nordöstra delen av landet, 1 800 km öster om huvudstaden Jakarta. Boalang Airport ligger 11 meter över havet.
Terrängen runt Boalang Airport är varierad. Havet är nära Boalang Airport åt nordväst.Runt Boalang Airport är det ganska glesbefolkat, med 36 invånare per kvadratkilometer. I omgivningarna runt Boalang Airport växer i huvudsak städsegrön lövskog.